# Hosťovce (okres Zlaté Moravce)
Hosťovce (Hongaars: Gesztőd) is een Slowaakse gemeente in de regio Nitra, en maakt deel uit van het district Zlaté Moravce.
Hosťovce telt 753 inwoners.